# とがのや呉服店
とがのや呉服店（とがのやごふくてん）は、日本の福井県越前市の「総社通り商店街」にかつて存在した呉服店。江戸時代から越前国府中（武生）に店を構え、平成中頃までの間、170年以上呉服屋を営んだ。

## 概要
とがのや呉服店は屋号をとがのや（とがの屋、栂の屋、栂野屋）とし、店主は2代目以降代々古市幸助を襲名した。京阪名古屋等の産地より呉服や太物、洋反物を仕入れ販売していた。
創業者の古市幸吉は、天保以前に越前國栂野村（現福井市栂野町）から府中に移り住み呉服屋を創業したとされ、故郷の栂野には同姓が営む繊維工場が複数存在する。
同じく総本家出身である古市利三郎は、全国各地（福井県，和歌山県，沖縄県，栃木県）の師範学校校長等を歴任した教育者である。また2代目・古市幸助（花友）から分家した家系の末裔である古市昌一は、日本大学の教授である。
- 1833年（天保4年）、江戸幕府から藩主（府中領主）への御用金（本多副昌御参府御用金）として栂野屋幸吉（古市幸吉）が45両納めた記録[1]が残っている
- 1894年（明治27年）、武生町内呉服太物商を組合員とする協和組合を立ち上げた[3]
- 1907年（明治40年）、道路拡張のため店舗の一部を寄付した[4]
- 1913年（大正2年）、「武生町大正の大火」により店舗は全焼したが[5]、直ちに新築し営業を再開した[6]
- 1942年（昭和17年）、大阪の呉服店を舞台とした萩原遼監督、長谷川一夫主演の映画「おもかげの街」の舞台となり武生中が活気に沸いた[7]。当時の総社大神宮前の通りは美しい松並木が並び、絶好の舞台であった[8]
- 1946年（昭和21年）、武生商工会議所の設立委員となる[3]

## その他の活動
- 1846年（弘化3年）、初代古市幸助（花舩）は、天保の大飢饉により餓死や疫病で倒れた死者の冥福を祈るため、府中の有志とともに現在の 月光寺 に大仏を建立した[9]
- 1851年（嘉永4年）、同町にある曹洞宗慧日山金剛院の本堂再建の勘定総取締り方となる[10]
- 1882年（明治15年）、3代目古市幸助（栄三郎）は、のちに縁戚となる杉田定一率いる南越自由党に加わり自由民権運動を行なった。また武生での政談演説会にて「与論にあり」[11][12]を訴えた
- 1884年（明治17年）、後藤象二郎の東海北陸遊説の際は、敦賀近郊で出迎え[13]武生にて演説・懇親会を開催した
- 1947年（昭和22年）、2代目古市幸助（花友）の三男で福井県大野町の老舗呉服屋「あらごろ呉服店」の婿養子である近藤由太郎が大野町長となり連続2期勤めた[14]